# Яркое пламя
Яркое пламя (тур. Alev Alev) — телевизионный турецкий сериал.

## Сюжет
В центре сюжета — истории трех женщин. Богатая наследница Руя (Дилан Чичек Дениз), ее близкая подруга, горничная Чичек (Хазар Эргючлю) и супруга влиятельного политика Джемре (Демет Эвгар) давно знают друг друга. Девушки совершенно разные, как по характеру, так и по социальному статусу. У каждой из них своя судьба, свои ценности и свои страхи. Неожиданно их объединяет общая трагедия: страшный пожар, который случился на благотворительном вечере в здании старинного музея, изменил их судьбу. 21 человек погиб в результате трагических событий, а те, кому удалось выжить, никогда не смогут вернуться к прежней жизни. Этим трем женщинам с разной судьбой разрушительный огонь дал шанс пересмотреть свое прошлое, добиться правды и справедливости, начать жизнь с чистого листа и, конечно, обрести долгожданное женское счастье.

## В ролях
- Демет Эвгар[2][3] — Джемре Каяйбели
- Дилан Чичек Дениз[4] — Руя Йылдырымлар
- Хазар Эргючлю — Чичек Горгюлю
- Джихангир Джейнан — Омер Атайджи
- Беркай Атеш — Озан Акынсель
- Беркер Гювен — Искендер Каябейли
- Джем Бендер — Челеби
- Зухал Олджай — Томрис Устуноглу
- Нурхан Озенен — Хулья
- Каан Шенер — Атлас
- Топрак Джан Адыгюзель — Али
- Кайра Орта — Гюнеш
- Фатих Четинташ — Комиссар Танер
- Веда Юртсевер Ипек — Ханым
- Джем Сюргит — Бюлент
- Йигит Сертдемир — Коркут
- Секван Серинкая — Андан

## Трансляция в России
Премьера в России состоялась на телеканале «Домашний». Трансляция осуществлялась с 9 сентября по 19 ноября 2023 года.